# 罗桂平
罗桂平（1993年4月20日—），中国女子足球运动员，所属俱乐部是广东辉骏。她曾随中国国家队参加2019年国际足联女子世界杯及2020年夏季奥林匹克运动会。